# Черокманов, Филипп Михайлович
Фили́пп Миха́йлович Черокма́нов (3 [15] ноября 1899, с. Маровка, Пензенская губерния — 8 июня 1978, Воронеж) — советский военачальник, генерал-лейтенант (1944). Герой Советского Союза (1943).

## Биография
Филипп Михайлович Черокманов родился 3 (15) ноября 1899 года в селе Маровка (ныне — Иссинского района Пензенской области) в крестьянской семье.
До Октябрьской революции работал батраком-пастухом у помещиков Рожновских в селе Соловцово (Иссинский район, Пензенская область).

### Гражданская война и межвоенный период
В ряды РККА был призван в мае 1919 года, после чего служил красноармейцем в отдельном Вольском батальоне. Участвовал в Гражданской войне.
В 1920 году закончил полковую школу 22-го стрелкового полка Приволжского военного округа. В апреле того же года Черокманов был назначен на должность помощника начальника Пензенского продовольственного отряда.
В январе 1921 года стал командиром взвода 1-го Пензенского стрелкового полка 1-й стрелковой дивизии Приволжского военного округа ив этой должности принимал участие в подавлении Тамбовского восстания.
С 1922 года, по окончании 112-х пехотно-командных курсов Приволжского военного округа, Черокманов служил в 1-м стрелковом полку командиром отделения, затем командиром взвода, а с октября 1924 года — в 3-м стрелковом полку той же дивизии в качестве помощника командира и командира роты, командира батальона.
В 1926 году вступил в ряды ВКП(б).
С октября 1933 года служил командиром батальона в 183-м стрелковом полку, начальником дивизионной школы младших командиров, помощником начальника 1-й части штаба дивизии.
С окончанием в 1936 году курсов «Выстрел» Филипп Черокманов был назначен начальником штаба 183-го стрелкового полка в той же дивизии, а в апреле 1937 года был переведён на должность помощника начальника 2-го отделения штаба Приволжского военного округа, а в октябре того же года — на должность начальника группы контроля при Военном Совете этого округа. В феврале 1938 года был назначен на должность командира 157-го стрелкового полка (53-я стрелковая дивизия).
С ноября 1938 по май 1939 года Черокманов учился на курсах усовершенствования командного состава при Академии Генерального штаба.
С октября 1939 года командовал 148-й стрелковой дивизией.

### Великая Отечественная война

#### 1941 год
С июня 1941 года принимал участие в Великой Отечественной войне. В составе 13-й и 3-й армий 148-я стрелковая дивизия сражалась в оборонительных боях в Белорусской ССР и в Смоленском сражении.
В июле 1941 года в ходе боёв на реке Остёр около Шумячей 148-я стрелковая дивизия вела бой против немецких танков. В ходе боя Черокманов был ранен, чуть не попал в плен. Ночью добрался до колхоза «Красный Крым», где его приютил колхозник Н. Ф. Козлов. Через месяц, немного подлечив раны, Филипп Черокманов перешёл линию фронта.
Выйдя из окружения, Черокманов с 16 сентября 1941 по февраль 1942 года вновь командовал 148-й стрелковой дивизией, которая в ходе Елецкой операции 9 декабря 1941 года освободила Елец (Липецкая область), а 25 декабря — город Ливны (Орловская область).

#### 1942 и1943 годы
С 10 февраля 1942 по 27 июня 1943 года Черокманов командовал 6-й гвардейской стрелковой дивизией, которая показала отвагу в ходе оборонительного этапа Курской битвы, во время которой занимала позиции в районе Понырей.
Постановлением Совета Народных Комиссаров СССР от 3 мая 1942 года полковнику Филиппу Михайловичу Черокманову присвоено воинское звание «генерал-майор».
В июле 1943 года Черокманов был назначен на должность командира 27-го стрелкового корпуса (65-я армия).
В ходе Черниговско-Припятской операции 27-й стрелковый корпус с минимальными потерями форсировал реки Десна, Снов, Сож.
15 октября 1943 года две стрелковые дивизии корпуса начали форсирование Днепра в районе посёлка городского типа Лоев Лоевского района (Гомельская область), которые к концу 16 октября 1943 года закрепились на захваченном плацдарме.
Указом № 1703 Президиума Верховного Совета СССР от 30 октября 1943 года за умелое и грамотное командование войсками стрелкового корпуса, образцовое выполнение боевых заданий командования на фронте борьбы с немецко-фашистскими захватчиками и проявленные при этом мужество и героизм генерал-майору Филиппу Михайловичу Черокманову присвоено звание Героя Советского Союза с вручением ордена Ленина (№ 15130) и медали «Золотая Звезда».

#### 1944 год и окончание войны
27-й стрелковый корпус под командованием Черокманова принимал участие в Проскуровско-Черновицкой и Львовско-Сандомирской операциях, освободив города Берестечко, Радехов, Ярослав, а также захватив и обороняя Сандомирский плацдарм наряду с другими соединениями, после чего корпус, стремительно наступая, участвовал в Висло-Одерской операции.
Постановлением Совета Народных Комиссаров СССР в 1945 году генерал-майору Филиппу Михайловичу Черокманову присвоено воинское звание «генерал-лейтенант».
27-й стрелковый корпус принял активное участие в Берлинской наступательной операции, одним из первых выйдя к Эльбе.

### Послевоенная карьера
После войны Черокманов продолжил командовать корпусом до марта 1947 года. После окончания в марте 1948 года Высших академических курсов при Военной академии имени К. Е. Ворошилова назначен командиром 29-го гвардейского стрелкового корпуса.
С февраля 1951 года — помощник командующего 3-й ударной армией в Группе советских оккупационных войск в Германии, с ноября того же года — командующий 7-й гвардейской армией Закавказского военного округа.
В июле 1955 года был назначен на должность первого заместителя командующего войсками Туркестанского военного округа.
В августе 1957 года генерал-лейтенант Филипп Михайлович Черокманов ушёл в отставку. Жил в Воронеже, где и умер 8 июня 1978 года. Похоронен на Коминтерновском кладбище (Воронеж).

## Воинские звания
- майор (1936)
- полковник (29.12.1939)
- генерал-майор (3.05.1942)
- генерал-лейтенант (2.11.1944)

## Награды
- Медаль «Золотая Звезда» Героя Советского Союза (30 октября 1943);
- два ордена Ленина (30 октября 1943; 21 февраля 1945);
- три ордена Красного Знамени (18 января 1942; 3 ноября 1944; 15 ноября 1950);
- орден Суворова I степени (29 мая 1945);
- два ордена Суворова II степени (16 сентября 1943; 25 августа 1944);
- орден Кутузова II степени (6 апреля 1945);
- орден Красной Звезды;
- медали СССР;
- орден «Крест Храбрых» (Польша, 19.12.1968)[1];
- «Военный крест 1939 года» (Чехословакия);
- медали иностранных государств.

## Память
- Почётный гражданин Ельца (1972).
- В посёлке городского типа Исса Пензенской области установлен бюст Ф. М. Черокманова.
- В городе Елец Липецкой области улица названа в честь Ф. М. Черокманова.
- В 2000 году в Ельце на площади Победы был открыт горельеф.
- Постановлением главы Воронежа от 5 июля 2001 года № 647 на фасаде дома № 6 по улице Мира была установлена мемориальная доска.